# Gödöllői-dombság
Gödöllői-dombság är kullar i Ungern.   De ligger i provinsen Pest, i den centrala delen av landet, 27 km öster om huvudstaden Budapest.
Gödöllői-dombság sträcker sig 9,8 km i sydostlig-nordvästlig riktning. Den högsta toppen är Kálvária-hegy, 313 meter över havet.
Topografiskt ingår följande toppar i Gödöllői-dombság:
- Bajtemetés
- György-hegy
- Kálvária-hegy